# Banda Neira
Banda Neira, auch Pulau Naira, früher Goenoeng Api, ist eine indonesische Insel, gehört zu den Banda-Inseln und ist Teil der Molukken, Provinz Maluku Utara.
Sie liegt in der Bandasee, 160 km südlich der Insel Seram. Ihre Nord-Süd-Länge beträgt ungefähr 3,3 km, ihre Breite 1,3 km. Nur 100 Meter westlich liegt die Nachbarinsel Banda Api und 1,5 km südlich bzw. südöstlich liegt Banda Besar. Die höchste Erhebung ist der Papenberg mit 250 Metern.

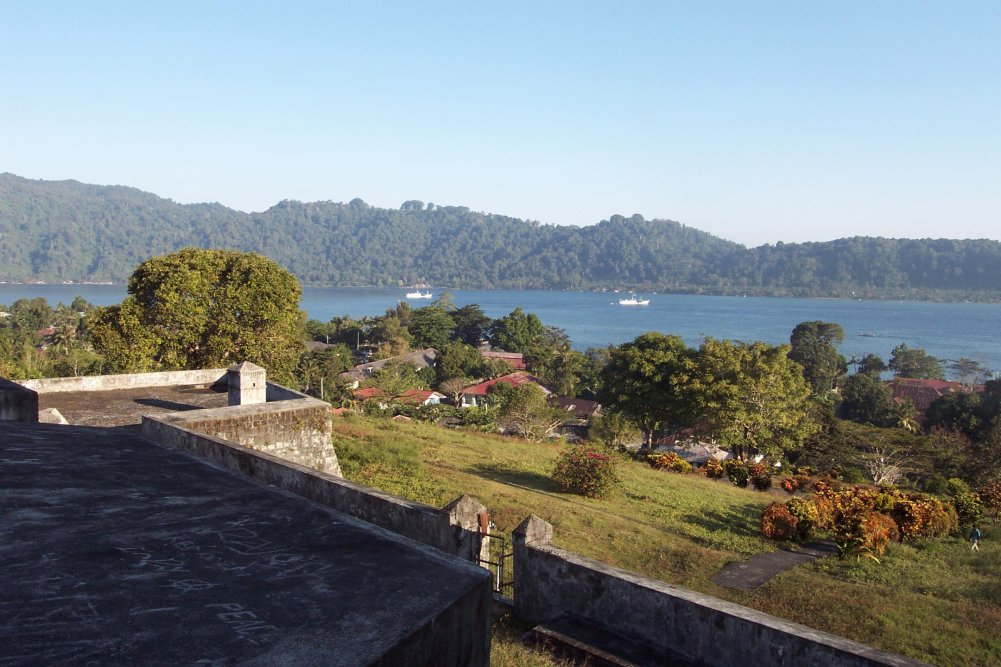
Das Fort Belgica im Vordergrund. Im Hintergrund Banda Besar.

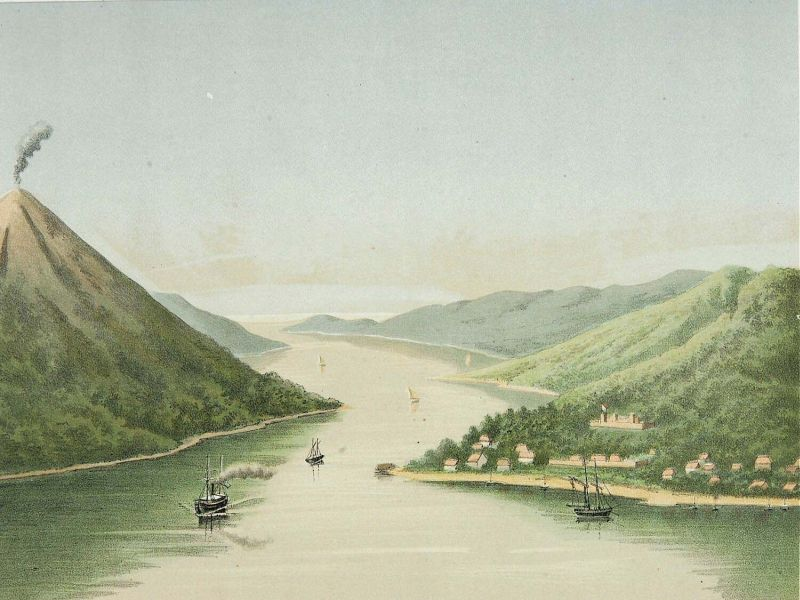
Blick auf Banda Neira (rechts) und Banda Api (links). Lithographie nach einem Gemälde von Josias Cornelis Rappard, 1883–1889

Banda Neira ist die Hauptinsel der Banda-Inseln und hat einen kleinen Flugplatz. Insgesamt wohnen ungefähr 14.000 Menschen auf der Insel.
Im Süden liegt der gleichnamige Hauptort, der mit etwa 7000 Einwohnern der größte Ort der Inselgruppe ist. Zu den Hochzeiten des Gewürzhandels mit Muskatnuss, die damals nur auf den Banda-Inseln wuchs, war Bandaneira ein wichtiger Handelsplatz. Das alte holländische Fort Belgica (indonesisch Benteng Belgica) wurde vollständig restauriert und befand sich seit 1995 auf der Tentativliste um den Titel UNESCO-Weltkulturerbe, bis es 2015 aus der Liste wieder entfernt wurde.

## Geschichte
Bis ins frühe 17. Jahrhundert wurden die Banda-Inseln von Einheimischen regiert, den Orang Kaya (das bedeutet: „reicher Mensch“). Die Portugiesen dominierten als erste Europäer den Gewürzhandel. 1609 errichteten die Holländer auf Banda Neira Fort Nassau (indonesisch: Benteng Nassau), 1611 erbauten sie das größere Fort Belgica.
1621 eroberte der neuernannte Generalgouverneur der Vereenigde Oostindische Compagnie, Jan Pieterszoon Coen, die Inseln und beendete damit auch die Herrschaft der Orang Kaya. Die Bevölkerung wurde getötet oder versklavt; viele Bandanesen flohen auf andere Inseln, unter anderem auf die Kai-Inseln. Die Niederländer legten Muskatnussbaum-Plantagen an, „perken“ genannt.
1810 eroberten englische Truppen Banda Neira. Aufgrund des Britisch-Niederländischen Vertrages vom 13. August 1814 gaben die Briten die Banda-Inseln den Niederländern zurück. Die Jahre von 1870 bis 1894 war die Zeit der Hochkonjunktur im Muskatnussgeschäft.
Von Januar 1936 bis Februar 1942 wurden die beiden Unabhängigkeitskämpfer und späteren indonesischen Politiker Mohammad Hatta und Sutan Syahrir von der niederländischen Kolonialmacht zur Verbannung nach Banda Neira geschickt. Zuvor waren sie nach Boven Digoel auf Papua verbannt worden (seit Januar 1935); nach den sechs Jahren auf Banda Neira wurden sie noch einen Monat (bis März 1942) in Sukabumi auf West-Java festgehalten. Die Wohnhäuser der beiden Politiker können besichtigt werden.